# Վ
Das Vêv (Վ und վ) ist der 30. Buchstabe des armenischen Alphabets. Der Buchstabe stellt den Laut [⁠v⁠] dar und wird im Deutschen mit dem Buchstaben W transkribiert.
Es ist dem Zahlenwert 3000 zugeordnet. 

## Zeichenkodierung
Das Vêv ist in Unicode an den Codepunkten U+054E (Großbuchstabe) bzw. U+057E (Kleinbuchstabe) zu finden.